# Jens Munk
Jens Munk (3. června 1579 Arendal – 28. června 1628 Kodaň) byl dánsko-norský mořeplavec. Působil ve službách krále Kristiána IV. a roku 1619 vedl námořní výpravu, jež měla za úkol najít cestu do Indie přes Severozápadní průjezd.

## Životopis
Jens Munk se narodil na panství svého otce v norském Arendalu v Aust-Agder. Jeho otec Erik Munk byl bývalý důstojník, jenž byl za své zásluhy během Severské sedmileté války povýšen do šlechtického stavu. Kvůli své krutosti vůči poddaným byl však několikrát souzen a nakonec roku 1585 uvězněn na zámku Dragsholm v Dánsku. Ve věku osmi let se Munk se svou matkou přestěhoval do Aalborgu, kde žil v domě své tety, manželky starosty města.
V roce 1591 Munk odešel do Porta, kde pracoval pro rejdaře Duarta Dueze, a následující rok odplul s holandským konvojem do Bahie. U brazilského pobřeží byl konvoj napaden francouzskými piráty a přežilo pouze sedm členů posádky. Poté Munk žil šest let v Bahii, kde pracoval pro bratra Duarta Dueze Miguela. V roce 1599 se za dramatických okolností vrátil do Evropy a byl zaměstnán jako lodní úředník. V roce 1609 vyplul se svým společníkem Jensem Hvidem do Barentsova moře, a po dvou neúspěšných pokusech najít Severovýchodní průjezd upoutal pozornost dánsko-norského krále Kristiána IV.
Během Kalmarské války byl Jens Munk prvním zástupcem velitele na fregatě Heringnæs v eskadře admirála Jørgena Daa a později se stal velitelem malé válečné lodi Sorte Hund, která se účastnila dobývání pevnosti Älvsborg dne 24. května 1612. V roce 1614 vedl pátrání po korzárovi Janu Mendosesovi, s nímž svedl bitvu u Kanin nos poblíž vstupu do Bílého moře. Na jaře roku 1617 pak naverboval osmnáct baskických velrybářů za účelem první dánské velrybářské výpravy na Špicberky. V roce 1618 jej Kristián IV. jmenoval velitelem první dánské expedice do východní Indie s pěti plavidly a téměř 1000 muži, ale pouhý měsíc před odjezdem výpravy byl Munk nahrazen mnohem mladším šlechticem Ovem Gjeddem. V této době zemřel Munkův bratr Niels i přítel Jørgen Daa, o několik měsíců dříve Munk také přišel o značné množství peněz v důsledku neúspěšné velrybářské výpravy, což vedlo k ztrátě jeho společenské prestiže. Ve snaze získat zpět své společenské postavení pak zahájil v roce 1619 plánování expedice, jež měla najít Severozápadní průjezd.

### Munkova výprava v letech 1619–1620

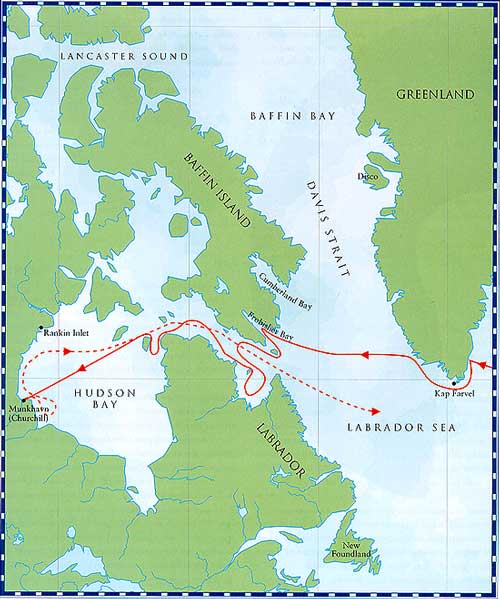
Trasa výpravy

Kristián IV. poskytl výpravě fregatu Enhjørningen a šalupu Lamprenen. Cílem bylo objevit severozápadní cestu do východní Indie a Číny. Mezi 65 členy posádky byl i Rasmus Jensen, kněz, který je v moderní době pokládán za prvního luteránského duchovního v Kanadě. Munk proplul Davisovým průlivem a objevil Frobisherův záliv. V září 1619 vplul do Hudsonova průlivu a stal se po Thomasi Buttonovi druhým Evropanem, který prozkoumal západní části průlivu. Expedice strávila zimu poblíž ústí řeky Churchill, a toto místo Munk pojmenoval jako Nova Dania. Nízké teploty, nedostatek jídla a kurděje způsobily, že kromě něj přežili pouze dva další členové výpravy. S těmito muži se 16. července 1620 Munk vydal na lodi Lamprenen zpátky domů a 20. září 1620 dorazil do norského Bergenu, kde byl uvězněn kvůli ztrátě Enhjørningen a smrti účastníků expedice. Král však nechal Jense Munka propustit a zprávy o objeveném území přiměly Kristiána IV. uvažovat o založení kolonie v této arktické oblasti. K tomu ale nedošlo a výprava Jense Munka nebyla pro Dánsko-Norsko nijak přínosná.
Munk popis své cesty z let 1619–1620 vydal tiskem v roce 1624 pod názvem Navigatio, septentrionalis.

### Pozdější život
Munk plánoval novou cestu na severozápad, ale jeho zdraví bylo příliš chatrné. V následujících letech sloužil jako námořní kapitán v královské flotile. Během třicetileté války vedl blokádu ústí řeky Vezery (1626–1627) a zúčastnil se útoků na Valdštejnovy jednotky u Fehmarnu a Kieler Förde v březnu a dubnu 1628. 
Zemřel v červnu 1628, pravděpodobně na následky zranění v bitvách v Kieler Förde. Podle Francouze Isaaca La Peyrèrea, který působil jako legát na francouzském velvyslanectví v Kodani, zemřel v důsledku sporu s Kristiánem IV., který ho měl napadnout. Munk byl pohřben v luteránském kostele sv. Mikuláše v Kodani.

## Zajímavosti
- V roce 1964 archeologický výzkum Dánů Thorkilda Hansena a Petera Seeborga objevil pozůstatky lodi Enhjørningen; byly přemístěny do dánského Národního muzea. Hansen o Munkovi napsal též knihu, podle které v roce 2015 vznikl film Jens Munk: NordvestXpeditionen.
- Byl po něm pojmenován Ostrov Jense Munka (roku 2009 oficiálně přejmenovaný na Kapuiviit) a kultivar růže.